# Утицај хормона на сексуалну мотивацију
Утицај хормона на сексуалну мотивацију иако није сасвим изучен свакако је веома важан, посебно хормона као што су тестостерон, естроген, прогестерон, окситоцин и вазопресин. Код већини врста сисара, полни хормони контролишу способност јединке да се укључи у сексуално понашање. Међутим, полни хормони не регулишу директно способност сношаја у приматима (укључујући људе), већ су они само један од чинилаца који утиче на мотивацију за сексуално понашање.

## Опште информације

### Тестостерон
Тестостерон је главни андрогени хормон који има улогу у расту и развоју мушких полних органа и секундарних сексуалних карактеристика. Код мушкараца и код жена тестостерон се ствара; у малој мери у надбубрежним жлездама, а највећим делом — код мушкараца се ствара у тестисима, а код жена у јајницима. Код оба пола тестостерон, који има анаболички ефекат, утиче и на понашање, укључујући и сексуално узбуђење.
Тестостерон  je важан чинилац сексуалне мотивације код мушких примата, укључујући и људе. Показало се да недостатак тестостерона у одраслом добу смањује сексуалну мотивацију код мушкараца и мушких примата. Мушкарци код којих је потиснута функција тестиса применом гонадотропин-ослобађајући хормона  показала је пратеће смањење сексуалне мотивације и жеље за мастурбацијом две недеље након примењеног поступка.
Истраживање код мушких резус мајмуна показала су да тестостерон  повећава сексуалну мотивацији, и мотивише мушкарце да се такмиче за приступ сексуалним партнерима. Претпоставља се да мотивациони ефекти тестостерона код мушког резус мајмуна промовишу успешну сексуалну конкуренцију и могу бити посебно важни мотивациони чинилац за мушкарце ниског ранга. Важно је имати на уму да елиминација тестостерона код примата не умањује способност копулирања; али смањује мотивацију за сношај.
Такође, истраживања су показала да нивои тестостерона код мушкараца варирају у зависности од статуса овулације жена. Мужјаци који су били изложени мирисима овулационих женки регистровали су виши ниво тестостерона од оних који су били изложени мирисима женки које нису овулирале. Излагање женским сигналима овулације може повећати ниво тестостерона, што може повећати мотивацију мушкараца да учествују и иницирају сексуалног понашање. Коначно, виши нивои тестостерона могу повећати репродуктивни успех мушкараца изложених знаковима женске овулације.
Однос између тестостерона и сексуалне мотивације жена је донекле двосмислен. Истраживања показују да андрогени, као што је тестостерон, сами по себи нису довољни да повећају сексуалну мотивацију код жена. Студије са резус макаки мајмунима су показале да тестостерон није значајно повезан са варијацијама у степену сексуалне мотивације код женки. Међутим, нека истраживања код нехуманих примата указује на улогу андрогена у понашању женске сексуалне репродукције. Адреналектомизовани женке мајмуна показале су смањену женску сексуалну рецептивност. Накнадне студије су откриле да је ова смањена сексуална рецептивност специфична за уклањање андрогена који се могу претворити у естрогене.
Такође је утврђено да су нивои тестостерона повезани са типом односа у који је нека јединка укључен. Мушкарци који учествују у полиаморним односима или вишељубљу, имали су више нивое тестостерона од мушкараца који учествују само у једној вези. Такође и полиаморне жене имају више нивое тестостерона, и већи број бодова на скали сексуалних жеље, од жена које имају секс само са једним партнером.

### Естрогени
Естрогени припадају групи стероида и предстваљају примарни женски сексуални хормон (присутни су и код мушких јединки, али у мањим количинама). Име им потиче од еструс: лат. oestrus, грч. οἶστρος — страст (период плодности код женки сисара) и ген: стварати.
Три најважнија естрогена који се код жена природно јављају су 
Еестрон (Е1)
Естрон се производи примарно током менопаузе. 
Естрадиол (Е2)
Естрадуиол је предоминантни сексуални хормоне код жена које нису трудне. Он је исто тако присутан код мушкараца, као производ метаболизма тестостерона. Као главни естроген код људи. Естрадиол нема само критични утицај на репродуктивно и сексуално функционисање, него утиче и на друге органе, међу којима су кости.
Питање да ли су ефекти тестостерона код жена резултат ароматизације до естрадиола, или повећање слободног естрадиола у крви због смањења тестостерона SHBG и везивање естрадиола треба тек да се разреше, кроз директно поређење различитих нивоа естрадиола и комбинације естрадиола и тестостерона.
Такође будућим истраживањима треба утврдити да ли додавање тестостерона доприноси повећању нивоа слободног естрадиола? Ово питање се мора решити кроз истраживања код људи и али и код лабораторијских животиња.
Естриол (Е3)
Естриол је примарни естроген у трудноћи. Они се у телу производе од андрогена помоћу ензима.

### Прогестерон
Прогестероне у женском телу примарно луче јајници и благо надбубрежне жлезде. Како је ниво прогестерона директно повезан са фазом менструалног циклуса, у првој, фоликуларној фаза, његов садржај у телу је незнатан, јер је у овој фази ниво естрогена је повишен.
Током овулације, ниво естрогена се смањује, фоликула пукне, јаје га оставља, а жуто тело се формира уместо главног фоликула. То је жуто тело које производи прогестерон у другој, лутеалној фази. Прогестерон стимулише пролиферацију ендометријума, припремајући га за прихват (усађивање) оплођеног јајета. Овај хормон такође спречава контракције утеруса, како би тиме спречио спонтани абортус у првом тромесечју трудноће. Жуто тело после оплодње постоји до 16 недеља, а након тог периода функцију прогестерона преузима плацента. Нормално, друга фаза менструалног циклуса која траје 12-14 дана (најмање 10). Ако се трудноћа није десила, онда се ниво прогестерона на крају лутеалне фазе смањује, а одбацује сеи децидуална мембрана - менструација.
Поред тога, прогестерон током трудноће блокира менструацију и овулацију, учествује у пролиферацији и развоју млечних жлезда, припремајући их за лактацију. Такође, овај хормон има пирогенску својину, што објашњава пораст базалне температуре у другој фази менструалног циклуса и субфебрилни услов (до 37,5 степени) код трудница у првом тромесечју. Друга својства прогестерона укључују имуносупресивни ефекат, који спречава тело жене да одбаци ембрион, као ванземаљски предмет.
Прогестерон током трудноће стимулише раст материце. Хормон је укључен у производњу себума, одређује развој секундарних полних карактеристика, има хипертензивно ефекат, регулише коагулације и шећер у крви и спречава развој влакнастих материце циста у мукози. Истаћи везу између недостатка прогестерона и развоја предменструалних и менопаузи синдрома.